# L'Osservatore della Domenica
L'Osservatore romano della Domenica è il nome originale del settimanale illustrato del quotidiano vaticano «L'Osservatore Romano», fondato il 6 maggio 1934. Dal 1951 al 1985 è uscito con il nome «L'Osservatore della Domenica». Nel 1979 è divenuto supplemento domenicale (di sole 8 pagine) in formato tabloid del quotidiano della Santa Sede. Nel 1985 l'impostazione grafica del periodico è stata aggiornata, e il nome cambiato in «OR Domenica». Nel 2007 ha interrotto le pubblicazioni.

## Storia

### Dalla fondazione agli anni Trenta
L'Osservatore Romano della Domenica nacque nel 1934 dal desiderio di Mario Baldelli, allora Capo dell'Ufficio amministrativo de L'Osservatore Romano, di avere un giornale di carattere popolare. La rivista fu avallata dal conte Giuseppe Dalla Torre, direttore del quotidiano.
Tra i primi redattori e responsabili del nuovo settimanale vi furono alcuni giornalisti dell'«Osservatore»,  quali:
- Enrico Lucatello;
- Ugo Piazza, medico e poeta romagnolo, appartenente alla FUCI, curatore della rubrica di «Poesie d'angolo», si firmava come Puf ("Piazza Ugo Faenza");
- Renzo Enrico De Sanctis;
- Federico Alessandrini;
- don Mario Boehm;
- Cesidio Lolli;
- Igino Giordani;
- Guido Gonella, autore dei celebri "Acta Diurna" sul quotidiano vaticano;
- Vincenzo Strappati;
- Giuseppe Dalla Torre.

Durante il fascismo, i giornalisti e i collaboratori della rivista erano sorvegliati dal regime. Negli anni trenta, la sorveglianza si strinse intorno al fondatore Mario Baldelli, che era ritenuto dai fascisti la causa dell'oppositore al regime del giornale L'Osservatore Romano e della rivista "L'Osservatore Romano della Domenica".
Il settimanale ebbe nei suoi primi anni il costante appoggio del Sostituto della Segreteria di Stato, monsignor Giovanni Battista Montini, futuro Papa Paolo VI.

### L'epoca Zuppi (1947-1979)
Nel gennaio del 1947 Enrico Zuppi divenne nominato da monsignor Montini responsabile della periodico, per sostituire Ugo Piazza.
Enrico Zuppi aumentò il numero delle firme e dei collaboratori esterni, tra tutti ricordiamo:
- Federico Alessandrini
- Sandro Carletti
- Andrea Lazzarini
- Egilberto Martire
- Nicola Lisi
- Piero Bargellini
- Telio Taddei
- Monsignor Benvenuto Matteucci
- don Giuseppe De Luca
- Monsignor Salvatore Garofalo
- il romanista Luigi Huetter
- Danielle Klitsche Annesi
- Pio Ciprotti
- Mario Guidotti
- Gennaro Auletta
- don Carlo Molari
- Adriana Zarri
- Massimo Chiodini
- Gian Luigi Rondi
- Gastone Imbrighi
- Nantas Salvalaggio

Tra i collaboratori saltuari ricordiamo:
- Cardinale Carlo Confalonieri;
- Lorenzo Bedeschi;
- Giuseppe Lazzati;
- Padre David Maria Turoldo;
- Gabriele De Rosa;
- Monsignor Achille Silvestrini, poi creato cardinale;
- Giuseppe Prezzolini.

Enrico Zuppi durante i 32 anni in cui operò come direttore, dimostrò le sue grandi capacità di organizzazione, le sue qualità di grafico e di fotografo.

Alcune voluminose edizioni "speciali" sono state pubblicate in particolari circostanze:
- Il Papa ieri e oggi (28 giugno 1964), in difesa di Papa Pio XII all'uscita del dramma teatrale Il Vicario di Rolf Hochhuth
- Il numero sul Concilio Vaticano II (1966) di ben 226 pagine. La complessa e articolata documentazione fu curata da Enrico Zuppi, Federico Alessandrini, Monsignor Gianfranco Arrighi, padre Giovanni Caprile, Monsignor Vincenzo Fagiolo, Monsignor Benvenuto Matteucci, Monsignor Vicenzo Carbone.

### «OR Domenica»
Nel luglio 1979 Enrico Zuppi va in pensione, e «L'Osservatore della Domenica» diventa un inserto domenicale di otto pagine, in formato tabloid del quotidiano «L'Osservatore Romano». Alla direzione del settimanale si avvicendano prima Raffaele Capomasi e poi Angelo Paoluzi.
Negli ultimi mesi del 1985 la grafica del settimanale viene aggiornata da Giuseppe Planelli. Raffaele Alessandrini diviene responsabile del settimanale, ribattezzato «OR Domenica», rievocando in modo abbreviato il nome primigenio voluto da Mario Baldelli.
La nuova veste grafica, semplice, concisa e rigorosamente senza pubblicità, prende avvio nel 1991 in coincidenza con l'ingresso dell'impressione "a freddo" che anche il quotidiano ha adottato, dopo 130 anni di piombo, antimonio e stereotipia.
Oltre alle rubriche vaticane, estere e italiane, alle pagine di cultura e di attualità, carattere peculiare dell'inserto domenicale era il Paginone: una sorta di giornale murale in cui predominavano gli interventi principali del Papa, o venivano trattate (normalmente in un trittico di articoli) questioni d'ordine sociale, etico, politico o culturale, sempre e comunque in riferimento al Magistero pontificio.

## Linea editoriale
Negli anni '60, Federico Alessandrini, vice-direttore de «L'Osservatore Romano», intervenne per affermare che «L'Osservatore della Domenica» non è un organo di stampa ufficiale vaticano.
In una comunicazione dal titolo La Città del Vaticano e il diritto d'informazione aveva detto testualmente: 